# Jeanne Ludwig
Jeanne-Clarisse-Victorine Ludwig, née le 25 octobre 1867 dans le 11e arrondissement de Paris et morte le 27 juin 1898 dans le 17e arrondissement de Paris, est une actrice française.

## Biographie
Premier prix de comédie au Conservatoire de Paris dans la classe de Louis-Arsène Delaunay, Jeanne Ludwig fait ses débuts à la Comédie-Française en 1887 dans Le Jeu de l'amour et du hasard de Marivaux (rôle de Lisette). Elle en devient la 327e sociétaire en 1893.
Elle est inhumée à Paris, au cimetière du Père-Lachaise (44e division).
Un an avant sa mort, en 1897, le sculpteur Jean-Antoine Injalbert a gravé son masque sur le monument dédié à Molière de Pézenas.

## Théâtre

### Comédie-Française
Entrée en 1887
Nommée 327e sociétaire en 1893
- 1887 : Le Jeu de l'amour et du hasard de Marivaux : Lisette
- 1890 : Le Mariage de Figaro de Beaumarchais : Chérubin
- 1891 : Thermidor de Victorien Sardou : Mlle Brault
- 1891 : Griselidis d'Armand Silvestre et Eugène Morand
- 1891 : Rosalinde de Lambert Thiboust : Rosalinde
- 1892 : Le Mariage de Figaro de Beaumarchais : Suzanne
- 1892 : Les Trois Sultanes de Charles-Simon Favart : Roxelane